# André Pakosie
André Richard Matiematie Pakosie (Diitabiki, 25 de mayo de 1955) es un escritor, herborista, naturópata nativo de Surinam, kabiten (líder) de los cimarrones Okanisi Ndyuka en los Países Bajos y estudioso de la cultura Aukaansa. 
Pakosie escribe prosa y poesía en neerlandés, sranan, saamaka y ndyuka sobre historia de Surinam: De dood van Boni (1972)(La muerte de Boni), la versión novelada de la historia del líder guerrillero Boni. Sobre la lucha de los marroons por su liberación De bevrijding van mijn volk (A fri fu mi pipel) (1973) y Gaanta Labi 1760 (1976). En la historia publicada sonre los aukaans A Toli fu a Ogii M'ma [La historia de la madre enferma] (1976), Mbei goonliba jei (Opdat de wereld het hore) -Para que oiga el mundo (1978), Een kritische analyse van de ontdekking van de Leeuwekoning van de Mandingo; ontdekking of volksbedrog?(1995) Un análisis crítico del rey león de los mandingo, descubrimiento o engaño ?.